# Stazione di Laghetto
La stazione di Laghetto era una stazione ferroviaria posta sulla ferrovia Roma-Fiuggi-Alatri-Frosinone alla progressiva chilometrica 21+778 al servizio dell'omonima frazione.

## Storia
La stazione, identificata negli atti di concessione come "Cave di Selce", venne inaugurata il 12 giugno 1916 in concomitanza con l'apertura al servizio del tronco da Roma a Genazzano della ferrovia Roma-Frosinone. Venne soppressa il 25 febbraio del 1984 con la chiusura del tronco San Cesareo-Pantano Borghese, causata da un violento nubifragio che danneggiò la linea nei pressi dell'impianto.
Negli anni 2000 si propose di recuperare il tratto Pantano-San Cesareo con il recupero della stazione di Colonna e di Laghetto al fine di farle diventare sede delle collezioni statistiche.

## Strutture e impianti

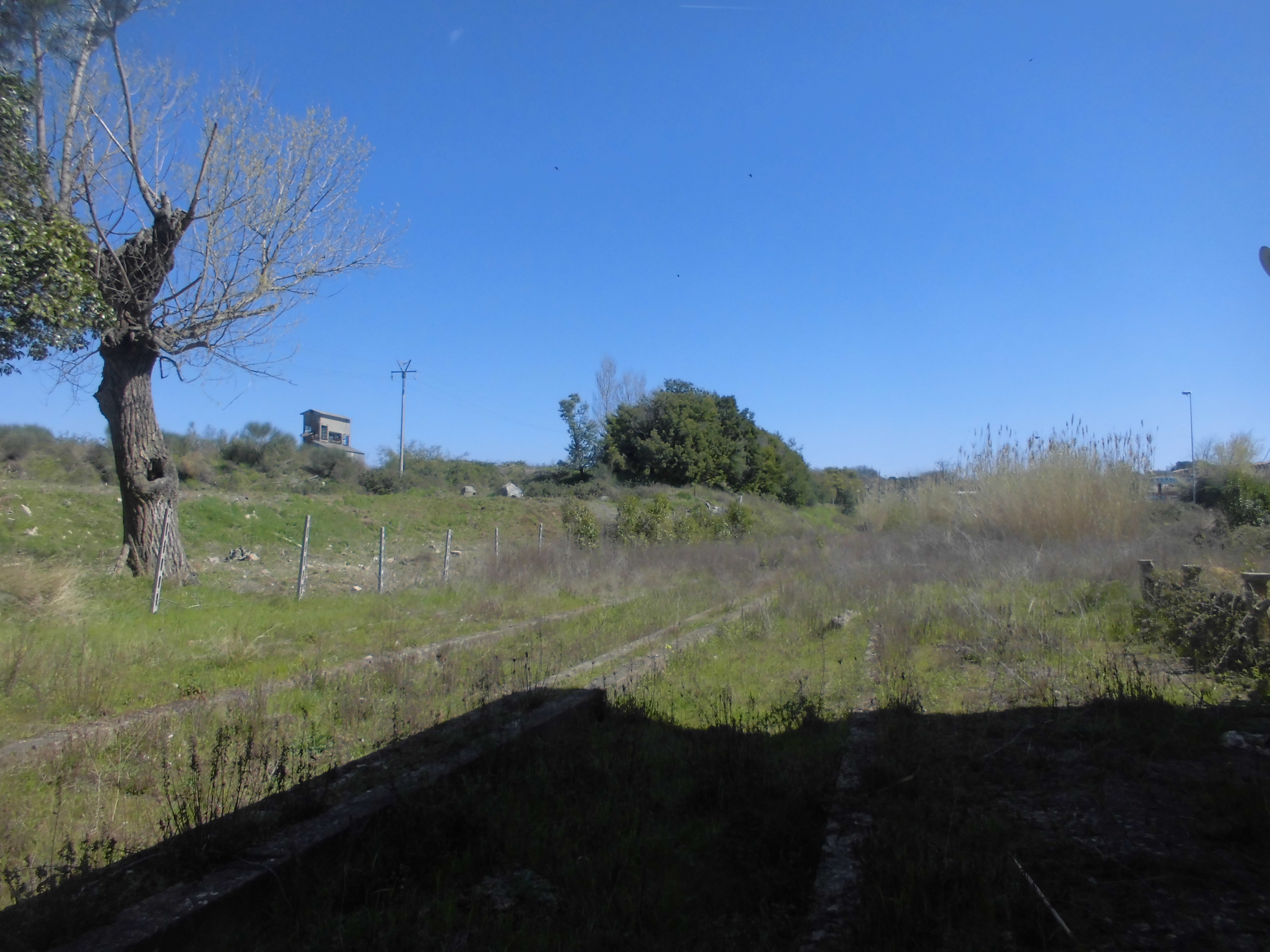
Veduta lato Frosinone dell'ex piazzale binari

La stazione disponeva di un fabbricato viaggiatori con un fabbricato annesso per i servizi igienici e di tre binari, uno di corretto tracciato mentre gli altri due di tracciato deviato, tutti serviti da banchina. Era presente anche uno scalo merci, composto dal solo piano caricatore. La stazione era raccordata con le cave di basalto presenti nei dintorni, da dove si ricavavano, di proprietà di Antonino Clementi, promotore e progettista della vecchia linea ferroviaria, cui era interessato anche per il trasporto del minerale.
Le rotaie all'interno dell'ex area ferroviaria di stazione vennero in seguito rimosse, mentre sono ancora presenti le traversine originali evidenti particolarmente nei pressi delle banchine.

## Movimento
La stazione negli anni di servizio fu interessata dal traffico viaggiatori, espletato dalla STEFER, e merci proveniente dalle cave.

## Servizi
La stazione disponeva di:
- Biglietteria a sportello
- Sala d'attesa
- Servizi igienici